# Războieni-Cetate
Războieni–Cetate (węg. Székelyföldvár, niem. Kaltherberg) – wieś w okręgu Alba, w Rumunii, oddalona o 5 km od miasta Ocna Mureș. Războieni-Cetate jest ważnym węzłem kolejowym, w którym krzyżują się odnogi trzech magistral CNCFR.